# Jules Jacot-Guillarmod
Jules Jacot-Guillarmod (La Chaux-de-Fonds, 24 dicembre 1868 – Aden, 5 giugno 1925) è stato un alpinista, medico e fotografo svizzero,  deve la sua notorietà a due viaggi nel gruppo dell'Himalaya che realizzò nel 1902 e nel 1905, ma anche ad un viaggio in Siberia nel 1919 per la Croce Rossa su richiesta del governo di Austria-Ungheria e della Mezzaluna Rossa turca con lo scopo di rendere visita ai prigionieri di guerra ivi deportati, di occuparsi del loro approvvigionamento e di chiarire le questioni legate al loro rimpatrio e nel 1925 al Cair  come delegato svizzero al Congresso internazionale della società di geografia. Si oppose ai progetti di ferrovie alpine nelle regioni del Jungfrau, del Cervino e di Les Diablerets. Fu presidente  della Società svizzera  di geografia (1917-20).  Nel 1925 tentò la traversata dell'Africa da nord a sud, ma dovette rinunciare all'impresa già all'altezza del lago Vittoria perché colpito da malattia e morì a Aden.

## Biografia
Jules Jacot-Guillarmod era figlio del pittore di animali Jules Jacot-Guillarmod (1828-1889). Studiò con successo medicina presso l'Università di Losanna e Zurigo tra il 1888 e il 1895. Laureatosi nel 1895, si affermò come medico generico a Corsier (Cantone di Ginevra) dal 1898 al 1902 a Lignières dal 1904 al 1910 e poi a Saint-Blaise (Cantone di Neuchâtel) dal 1910 al 1912. Nel 1907 sposò Madeleine Bovet. Dal 1912 in poi, gestì una clinica psichiatrica situata al castello di Prilly e nel 1920, la coppia acquistò il castello dopo aver gestito la clinica a Vennes tra il 1915 e il 1920.  Viaggiò spesso sulle Alpi con i suoi compagni del Club Alpino Svizzero, tenendo numerose conferenze in cui commentava le sue spedizioni e pubblicando regolarmente articoli per giornali e riviste svizzere. Jules Jacot-Guillarmod fu anche molto attivo in vari gruppi: fu nominato presidente della sezione Diablerets del Club Alpino Svizzero dal 1915 al 1917 e anche presidente dell'Associazione svizzera delle società geografiche dal 1917 al 1920. Ricevette diverse onorificenze per le sue imprese: nel 1920, fu nominato Ufficiale dell'Ordine di San Carlo da Alberto I di Monaco al Congresso di alpinismo di Monaco e nel 1925, il re Fouad I d'Egitto lo nominò Grande Ufficiale dell'Ordine del Nilo al Congresso geografico internazionale del Cairo.

## Carriera alpinistica
Jules Jacot-Guillarmod scalò la sua prima cima di 2.169 metri nel 1889 durante un'escursione con amici nella regione di Friburgo. All'inizio del 1890, acquistò una piccozza e fece il giro del Monte Bianco per la prima volta. Nel 1893, scalò lo Jungfrau, la sua prima cima di 4.000 metri, accompagnato da un professore e da un gruppo di studenti. Il 12 giugno 1897, dopo aver pedalato da Martigny a Chamonix con due amici, scalò il Monte Bianco per la prima volta, senza guida alpina. Pochi mesi dopo, durante un corso di formazione a Parigi, tenne una conferenza su questa scalata al Club Alpino Francese (CAF) e fu subito dopo accettato come membro. I suoi contatti all'interno del club francese portarono al suo primo progetto di spedizione nell'Himalaya, sebbene questo fu poi abbandonato per mancanza di fondi. Nel 1902, Jacot-Guillarmod partecipò come medico alla spedizione organizzata dall'inglese Oskar Eckenstein per tentare la scalata del K2 nel Karakorum. Gli altri membri erano due inglesi, tra cui Aleister Crowley  e gli austriaci Viktor Wessely e Heinrich Pfannl. Dopo lo sbarco a Bombay il 21 marzo 1902, il gruppo attraversò l'India fino ad Askoley, seguendo le mappe disegnate dieci anni prima da William Martin Conway fino a Concordia Square sul ghiacciaio del Baltoro; erano accompagnati da una colonna di 150 portatori. Da lì, il gruppo salì fino ai piedi del K2, una zona mai raggiunta prima di allora, ma rimase bloccato per quasi due mesi al campo base a 5.700 metri di quota a causa del maltempo. Jules Jacot-Guillarmod presentò sintomi di mal di montagna, tuttavia, non fece alcuna correlazione tra l'altitudine e questi sintomi. Il 10 luglio 1902 esplorò la cresta nord-est del K2  e raggiunse la quota di 6.700 metri con Viktor Wessely, il punto più alto della spedizione. Le condizioni meteorologiche peggiorarono nei giorni successivi e Heinrich Pfannl soffrì di edema polmonare da alta quota. I viaggiatori rimpatriarono attraverso l'India orientale, dove rimasero per sette mesi. Jacot-Guillarmod riportò a casa da questa spedizione quasi un migliaio di fotografie stereoscopiche che rivelavano regioni poco o per niente conosciute all'epoca. Due anni dopo, Jacot-Guillarmod stesso organizzò una spedizione, questa volta sul Kangchenjunga nepalese, alto 8.585 m, vicino all'Everest. La sua spedizione era composta da due alpinisti svizzeri e da Aleister Crowley, che aveva incontrato durante la spedizione al K2 nel 1902. Da Darjeeling, il gruppo avanzò verso il confine tra il Sikkim e il Nepal.  Dopo aver scalato la valle dello Yalung Chu, la vetta è circondata da un ghiacciaio molto ripido, ora noto come The Bottleneck. Tre portatori nepalesi e un partecipante svizzero perdettero la vita, cadendo in un crepaccio a un'altitudine di 6.500 metri. La spedizione fu successivamente abbandonata e il viaggio di ritorno attraverso le montagne del Sikkim fu effettuato senza Crowley, che fuggì con il resto del denaro che Jacot-Guillarmod aveva fornito per la spedizione.  Nel 1919, il dottor Georges Montandon, un etnologo di Neuchâtel, fu incaricato dal Comitato della Croce Rossa Internazionale di visitare i campi di prigionia austro-ungarici in Siberia e convocò Jacot-Guillarmod  come partecipante  di questa missione che durò nove mesi,attraverso gli Stati Uniti e il Giappone. Ritornò in Svizzera nel dicembre 1919 dopo aver percorso circa 40.000 chilometri.  Nel 1925 Jacot-Guillarmod partecipò al Congresso geografico internazionale al Cairo . Dopo il congresso, intraprese il progetto di attraversare l'Africa via terra fino al Capo sud. Tuttavia, arrivato al Lago Vittoria, si ammalò così gravemente che decise di rimpatriare via Mombasa. Durante il viaggio morì di miocardite in mare e fu sepolto nel cimitero di Maala ad Aden, nello Yemen.